# Gunstar Heroes
Gunstar Heroes (ガンスターヒーローズ?, Gansutā Hīrōzu) è un videogioco d'azione sviluppato nel 1993 da Treasure per Sega Mega Drive e Game Gear. Incluso nella Sega Mega Drive Ultimate Collection, il videogioco è stato convertito per numerose piattaforme, comprese le console PlayStation 2, Xbox 360 e Wii. Oltre ad essere distribuito su Steam, il gioco ha ricevuto versioni per iOS e Nintendo 3DS.

## Sviluppo
Prodotto da Masato Maegawa, presidente di Treasure, società fondata da ex dipendenti Konami, Gunstar Heroes è stato realizzato da sette persone come primo titolo della software house giapponese. Originariamente doveva intitolarsi Blade Gunner, in omaggio a Blade Runner, o Lunatic Gunstar, ma dietro richiesta di SEGA venne rimosso l'aggettivo lunatic considerato negativo, in favore del termine positivo heroes.